# Audan Algha
Der Audan Algha (kasachisch Алға ауданы Alğa audany, russisch Алгинский район Alginski rajon) ist ein Bezirk im Gebiet Aqtöbe in Kasachstan.

## Geografie
Der Audan Algha liegt im Westen Kasachstans im Gebiet Aqtöbe. Er grenzt im Morden an den Audan Märtök und das Gebiet der Stadtverwaltung von Aqtöbe, im Osten an den Audan Chromtau und im Süden an die Audandar Mughalschar und Temir. Im Westen grenzt der Audan Qobda an den Bezirk.

## Bevölkerung
Bei der Volkszählung 1999 hatte der Audan Algha 37.004 Einwohner. Die Volkszählung 2009 ergab für den Bezirk eine Einwohnerzahl von 38.578. Bei der letzten Volkszählung 2021 lebten 42.773 Menschen im Audan Algha. Die Fortschreibung der Bevölkerungszahl ergab zum 1. Januar 2025 eine Einwohnerzahl von 43.682.
| Einwohnerentwicklung               | Einwohnerentwicklung | Einwohnerentwicklung | Einwohnerentwicklung | Einwohnerentwicklung | Einwohnerentwicklung | Einwohnerentwicklung | Einwohnerentwicklung |
| 1939                               | 1959                 | 1970                 | 1979                 | 1989                 | 1999                 | 2009                 | 2021                 |
| ---------------------------------- | -------------------- | -------------------- | -------------------- | -------------------- | -------------------- | -------------------- | -------------------- |
| 33.186                             | 41.154               | 38.120               | 37.921               | 39.229               | 37.004               | 38.578               | 42.773               |
| Anmerkung: Volkszählungsergebnisse |                      |                      |                      |                      |                      |                      |                      |

## Verwaltungsgliederung
Der Audan Algha ist in 13 ländliche Bezirke (kasachisch Ауылдық округ Auyldyq okrug; russisch Сельский округ Selski okrug) gegliedert (Stand: 2021).
| Ländlicher Bezirk | Einwohner | Einwohner | Orte                            |
| Ländlicher Bezirk | 2009      | 2021      | Orte                            |
| ----------------- | --------- | --------- | ------------------------------- |
| Algha             | 19.705    | 22.446    | Algha                           |
| Aqai              | 821       | 705       | Aqai, Költaban                  |
| Besqospa          | 1.649     | 1.666     | Jesset Batyr Kökiuly, Qysyltu   |
| Bestamaq          | 3.650     | 4.217     | Besqospa, Bestamaq              |
| Marschanbulaq     | 1.948     | 3.732     | Marschanbulaq, Qajyngdyssai     |
| Qaraaghasch       | 1.251     | 1.236     | Nurbulaq, Sambai                |
| Qarabulaq         | 761       | 576       | Amangeldi, Qarabulaq            |
| Qaraqobda         | 897       | 609       | Jernasar, Qaraqobda, Qumsai     |
| Qaraqudyq         | 1.542     | 1.503     | Köktoghai, Qaraqudyq, Tikqajyng |
| Saryqobda         | 908       | 776       | Bolgarka, Saryqobda             |
| Tamdy             | 2.603     | 2.465     | Jerkinküsch, Taldyssai, Tamdy   |
| Toqmansai         | 1.502     | 1.224     | Qainar, Toqmansai, Toqmansai    |
| Üschqudyq         | 1.341     | 1.618     | Aqsasdy, Scherujyq, Üschqudyq   |